# Seth (Street Fighter)
Seth (セス?) es un personaje ficticio creado para el videojuego Street Fighter IV. Es el jefe final de este juego y el director ejecutivo de la Organización Criminal SIN, un fabricante de armas.

## Información acerca del personaje
Su cuerpo ha sido muy modificado mediante tecnología avanzada, con un dispositivo en forma de globo giratorio donde tiene la apariencia de un símbolo taijitu instalado en el abdomen, denominado "motor Tanden" (Tanden Engine en inglés, del japonés 丹田, en referencia al centro de gravedad situado en el abdomen). Su escenario es un laboratorio secreto en las Bermudas. Seth tiene la intención de completar el proyecto BLECE, que posteriormente se desveló que es un acrónimo de boiling liquid expanding cell explosion (posiblemente basado en el término de extinción de incendios BLEVE, acrónimo del inglés boiling liquid expanding vapor explosion, que se traduce como explosión de líquido hirviente en expansión vaporosa y se refiere a la explosión resultante de una fuga en un tanque de gas licuado a presión), que estimula la creación de un nuevo torneo de lucha Street Fighter. Su nombre hace referencia a Seth Killian, gerente de Capcom.
Sus movimientos normales son similares a los de Urien, de Street Fighter III, pero sus movimientos especiales son principalmente técnicas utilizadas por otros personajes: Seth puede realizar variaciones del Sonic Boom de Guile, el Shoryuken de Ryu y Ken, el Hyakuretsukyaku de Chun-Li, el Tenma Kujin Kyaku de Akuma, la teletransportación (Yoga Teleport), puñetazos y patadas de largo alcance de Dhalsim y el Spinning Pile Driver de Zangief. Utiliza el motor Tanden en su único movimiento original especial, una técnica que atrae a sus oponentes a él con el dispositivo. Cualquier ataque lanzado contra él al realizar esta medida podría pasar a través de él. Su técnica de Super Combo es la "Tormenta Tanden" (Tanden Storm), en la que utiliza la energía almacenada en el motor Tanden para pulverizar a su oponente. Su Ultra Combo es el "vapor Tanden" (Tanden Stream), en la que Seth utiliza el motor Tanden para crear un remolino de energía, el cual comprime a su oponente para luego arrojarlo con gran fuerza. El segundo Ultra Combo exclusivo del Super Street Fighter IV es el "Tifón Tanden" (Tanden Typhoon), donde utiliza su Motor Tanden para crear un potente remolino hacia arriba, donde el rival puede ser atrapado saltando o, si esta sin defensa por el suelo, puede ser absorbido por el remolino. 
Seth es el jefe de la final en la versión arcade de Street Fighter IV, pero es seleccionable en la versión doméstica.
En el vídeo que sigue a la lucha final con Seth, se desvela que él es conocido como número "15", uno de los muchos androides similares creados por M. Bison. Originalmente creado para convertirse en uno de "órganos de reemplazo" de M. Bison, 15 se rebeló contra su programación, por lo que Seth intentó derrocar a Bison y seguir su propia agenda.
Los Seths fueron vencidos por Ryu, Sagat, Abel, Cody, Dee Jay, Juri y M. Bison, Fei Long se encuentra con un Seth pero este antes de pelear es apuñalado por detrás, Zangief aprovecha al ver un cadáver de Seth tomándose una foto y mandándosela a sus fanes para que creyeran que el lo venció.

## Apariciones
- Street Fighter IV: Como jefe final del juego no jugable.
- Super Street Fighter IV: Personaje jugable, y jefe final.
- Ultra Street Fighter IV: Personaje jugable y jefe final.
- Street Fighter V: Nuevo personaje en versión femenina.
- Project X Zone: Uno de los villanos del juego.